# Ammoniumcyanaat
Ammoniumcyanaat is een anorganische verbinding met als brutoformule NH4OCN. Het is het ammoniumzout van cyaanzuur.

## Geschiedenis
Door de reactie van ammoniumcyanaat naar ureum slaagde Wöhler er in 1828 voor het eerst een organische verbinding in het laboratorium uit een anorganische verbinding te bereiden. Daarmee wordt de organische chemie een onderdeel van de gewoon te bestuderen werkelijkheid en werd de levenskracht, tot dan toe noodzakelijk geacht voor het ontstaan van organische verbindingen, voorgoed naar de geschiedenis verwezen.

## Synthese
Ammoniumcyanaat kan bereid worden door de neutralisatie van ammoniak met cyaanzuur:
{\displaystyle {\ce {NH3 + HOCN -> NH4OCN}}}

## Eigenschappen
Boven 60 °C isomeriseert ammoniumcyanaat naar ureum:
{\displaystyle {\ce {NH4OCN->[{\ce {60\,\mathrm {^{\circ }C} }}]H2NCONH2}}}